# Graisbach
Graisbach ist ein Gemeindeteil der Gemeinde Marxheim im Landkreis Donau-Ries (Regierungsbezirk Schwaben, Bayern). Zur Gemarkung gehören das Pfarrdorf Lechsend, das Dorf Graisbach und die Einöde Erlhöfe (auch Edelhöfe).

## Geschichte
Graisbach war mit seinen Gemeindeteilen Lechsend und Erlhöfe bis zum 1. Juli 1972 eine Gemeinde im Landkreis Donauwörth und wurde an diesem Tag sowohl dem Landkreis Donau-Ries, der bis zum 1. Mai 1973 die Bezeichnung Landkreis Nördlingen-Donauwörth trug, zugeschlagen als auch in die Gemeinde Marxheim eingegliedert.

## Bevölkerung
Graisbach und sein Gemeindeteil Lechsend zählen zu den Grenzorten des alemannischen Dialektraums zum Bairischen hin. Der Hauptort Marxheim zählt bereits zum bairischen Dialektgebiet.
Graisbach und die Erlhöfe gehören zur katholischen Pfarrei Sankt Vitus in Lechsend, die Teil der Pfarreiengemeinschaft Marxheim im Dekanat Donauwörth im Bistum Augsburg ist.

## Grafengeschlecht
Nach der Zerstörung ihrer Burg Lechsgemünd 1248 wegen eines Zollstreits zogen die Grafen von Lechsgemünd auf die Burg Graisbach.

## Sehenswürdigkeiten

### Bauwerke

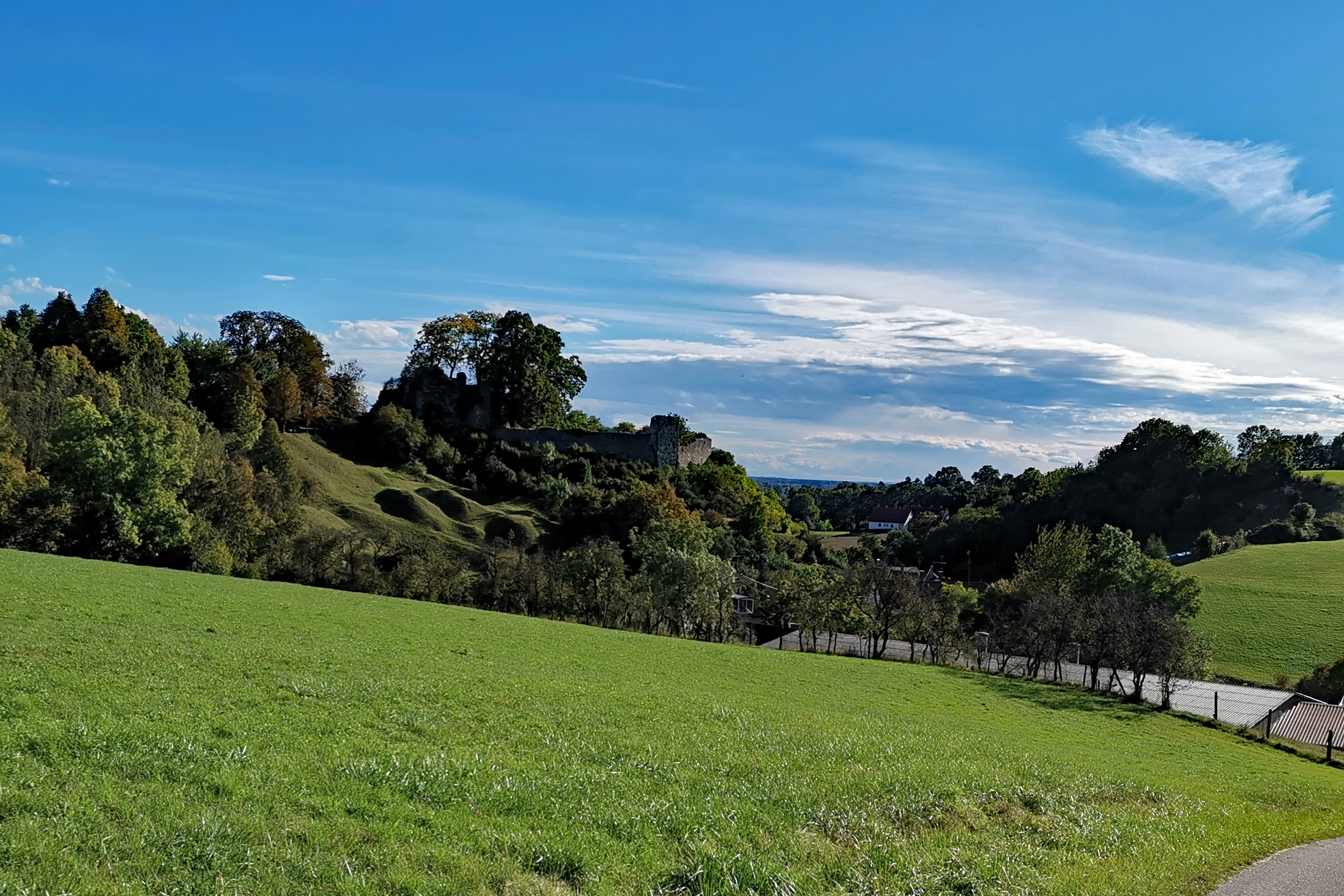
Burgruine Graisbach

- Burgruine Graisbach auf dem Schlossberg, nördlich über dem Ort.
- Sankt Pankratius; romanische Burgkapelle der Burg Graisbach aus dem 12. Jahrhundert.
- Burgstall Lechsend, Burghügel der abgegangenen Burg Lechsgemünd, im Gemeindeteil Lechsend.

### Naturdenkmäler
- „14 alte Linden“; Baumgruppe im Feld, am nördlichen Ortsrand.
- „Gerichtslinde Graisbach“; alte Gerichtslinde in Baumgruppe, Innerorts.

Siehe: Liste der Naturdenkmäler im Landkreis Donau-Ries

## Persönlichkeiten
Johann Riederer, Regierungspräsident von Niederbayern vom 1. Juli 1963 bis 30. Juni 1975, wurde am 3. Juni 1910 in Graisbach geboren; gestorben ist er am 15. Januar 1979 in Landshut.